# Peyrehorade
Peyrehorade é uma comuna francesa na região administrativa da Nova Aquitânia, no departamento Landes. Estende-se por uma área de 16,08 km². Em 2010 a comuna tinha 3 837 habitantes (densidade: 238,6 hab./km²).